# Thomas Roberts
Thomas Albert Roberts (5 de octubre de 1972) es un periodista deportista de los Estados Unidos, ganador de un Emmy, que desde abril de 2010 ha servido como presentador para el canal de noticias MSNBC. Anteriormente fue presentador de MSNBC Live, la plataforma de noticias diurna de NBC News, los días laborables de 2 a 3pm hora del este de Estados Unidos. Antes de eso fue ancla de Way Too Early y colaborador de Morning Joe. Es también una corresponsal de NBC News y es un presentador suplente de los programas Today y NBC Nightly News with Lester Holt.

## Biografía
Thomas Albert Roberts nació en el seno de una familia católica en Towson, Maryland, asistió a las escuelas católicas allí, graduándose de la Calvert Hall College High School. En 1994, Roberts se graduó de Western Maryland College (ahora McDaniel College) con un título mayor en comunicación y uno menor en periodismo.

## Primeros pasos
Después de la universidad, su primer trabajo fue informar de una pequeña estación de cable en Westminster, Maryland. Luego se trasladó a San Diego, California, y trabajó como escritor y productor de campo para la afiliada de NBC KNSD antes de trasladarse a Lincoln, Nebraska, donde trabajó como reportero de asignación general con la filial de ABC, KLKN-TV.
Luego Roberts trabajó como periodista nocturno y reportero de investigación para la filial WFTX-TV de Fox en Fort Myers, Florida, y más tarde para WAVY-TV, una afiliada de NBC en Portsmouth, Virginia, que cubre el área de Hampton Roads. En WAVY-TV, co-presentó un noticiero de la tarde y también era el corresponsal de investigación y de consumo de la estación.

## CNN y periodismo de entretenimiento
Roberts se unió CNN, uno de los canales de noticias más importantes, en diciembre 2001 y su base sería los cuarteles centrales de CNN en Atlanta, Georgia. Él fue asignado como un presentador de lunes a viernes en CNN Headline News, compartiendo el trabajo con los presentadores a Judy Fortin, Sophia Choi y Kathleen Kennedy. Roberts como co-presentó de CNN Headline News dio la cobertura al accidente del transbordador espacial Columbia en 2003 y también al desarrollo de la guerra de Iraq.
Recibió una nominación a un premio Emmy en 2002 por su investigación sobre un local de cachorros que eventualmente se cerró debido a su reporte, según su perfil en CNN. Renunció a CNN el 1 de mayo de 2007, para perseguir «nuevas oportunidades periodísticas» en el área de Washington y estar con su pareja.
Después de algún tiempo en Washington, se trasladó a Los Ángeles para trabajar para los programas de entretenimiento del sindicado Entertainment Tonight y The Insider antes de determinar el periodismo sensacionalista no era para él y fue despedido. Roberts entonces era un corresponsal de CBS News en Los Ángeles, cubriendo aspectos del juicio de Conrad Murray.

## MSNBC y NBC News
A finales de abril de 2010, Roberts comenzó presentando de forma independiente para MSNBC en la ciudad de Nueva York y fue nombrado presentador exclusivo de la cadena en diciembre. Roberts presentó principalmente MSNBC Live with Thomas Roberts de 1 a 3 p. m. tiempo del este de Estados Unidos. Roberts también presentó Out There con Thomas Roberts, un programa semanal de noticias y discusión enfocado en temas de igualdad LGBT, para Shift, una red digital de transmisión en vivo de MSNBC, lo hizo hasta 2015.
Roberts también es un presentador de noticias sustituto en las versiones de semana y fin de semana de Today y un corresponsal de NBC News. Desde diciembre de 2010 a febrero de 2011, Roberts presentó la franja horaria de las 3 p.m. (hora del Este) de MSNBC hasta que fue trasladado a las 2 p.m. (hora del Este). 
Roberts sustituyó a Keith Olbermann como anfitrión de MSNBC's Countdown with Keith Olbermann el 5 y 8 de noviembre de 2010, cuando Olbermann fue suspendido de MSNBC por hacer contribuciones de campaña a los candidatos en las elecciones de los Estados Unidos en 2010. En julio de 2015, se convirtió en el primer presentador abiertamente gay de la noche en la televisión de la red cuando presentó NBC Nightly News por un día. Desde entonces ha estado al frente del programa en numerosas ocasiones.

## Miss Universo
Roberts co-presentó el desfile de Miss Universo 2013 junto con Melanie Brown (Mel B.) de Moscú, Rusia. También fue coanfitrión del concurso de 2014 Miss Universo con Natalie Morales de Miami, Florida.

## The Avengers
Roberts aparece en la película The Avengers, puede ser visto al final del film reportando sobre la «invasión extraterrestre» para MSNBC.

## Vida personal

### Superviviente de abuso sexual
En 2005, después de años de silencio, Roberts se presentó para declarar contra Jerome F. Toohey Jr., un ex sacerdote que había abusado de Roberts en la Calvert Hall College High School. Toohey se declaró culpable de los cargos de abuso sexual y recibió una sentencia de cárcel de cinco años, menos dieciocho meses suspendidos en febrero de 2006. Toohey cumplió sólo diez meses de su condena, antes de que su sentencia se cumpliera en diciembre y los restantes ocho meses fueron cumplidos en detención domiciliaria. Roberts habló de su abuso en un segmento especial de Anderson Cooper 360 llamados «Pecados del Padre» en CNN el 12 de marzo de 2007.

### Orientación sexual
Roberts reconoció públicamente que era gay mientras hablaba en la convención anual de la National Lesbian and Gay Journalists Association (NLGJA) en Miami, Florida, el 8 de septiembre de 2006. Sus comentarios fueron reportados por Johnny Díaz, periodista de The Boston Globe. Junto con Craig Stevens, un presentador de Miami WSVN Canal 7, y otros presentadores gay locales, Roberts era un miembro  de un panel llamado «Fuera de Cámara: El Reto de los presentadores de televisión LGBT» Ahí, Roberts, dijo a la audiencia que la conferencia era el «paso más grande» que había tomado para estar realmente en público y que poco a poco había estado saliendo en los últimos años. Díaz informó que Roberts, que había sido miembro de la NLGJA desde 2005, dijo  ser un orgulloso socio y que quedarse en el armario era una cosa difícil  para una presntador de noticias. «Cuando uno retiene algo, eso es todo lo que todo el mundo quiere saber», dijo Roberts a Díaz.
El 15 de septiembre de 2006, Christie Keith, reportero de la página web AfterElton.com, publicó una entrevista con Roberts, quien declaró que en realidad salió con compañeros de trabajo en 1999, cuando vivía en Norfolk, Virginia. «Yo estaba feliz, estaba en una relación y estaba muy orgulloso, tenía el apoyo de la familia y de mis amigos, era ... no perder más tiempo, había perdido el tiempo suficiente». Además, comentó: «Esperemos que todos, homosexuales o heterosexuales, periodistas o doctores o lo que sea, puedan superar ese obstáculo, porque está en el camino de que ustedes sean lo mejor que puedan ser, con su trabajo, Con tu familia, con todo, y no tener que tener más miedo».
Roberts también le dijo a Keith que había sido abordado en 2005 por la revista People para ser uno de los 50 Solteros Sexies de la publicación, pero declinó. «No era un soltero, pensé que sería una publicidad falsa ... [Y] no pensé que fuera el lugar adecuado para hablar de ello».
Él ha estado en una relación con Patrick D. Abner desde 2000. El 25 de junio de 2011, un día después del matrimonio homosexual en Nueva York fue legalizado, Roberts anunció su compromiso con Abner en su página de Twitter. La pareja se casó el 29 de septiembre de 2012.